# Толстымья
Толстымья — река в России, протекает по Гаринскому району Свердловской области. Устье реки находится в 6,4 км по правому берегу реки Кондинка. Длина реки составляет 35 км.

## Данные водного реестра
По данным государственного водного реестра России относится к Иртышскому бассейновому округу, водохозяйственный участок реки — Тавда от истока и до устья, без реки Сосьва от истока до водомерного поста у деревни Морозково, речной подбассейн реки — Тобол. Речной бассейн реки — Иртыш.
Код объекта в государственном водном реестре — 14010502512111200012533.